# Tennis d'amor
Tennis d'amor è il quinto album in studio de I Camillas pubblicato il 27 aprile 2016 da I Dischi di Plastica.
È stato realizzato in collaborazione con Giuseppe Genna e Mina Suzuki.

## Tracce
Testi e musiche di Mirko Bertuccioli, Vittorio Ondedei e Enrico Liverani, eccetto dove indicato.
1. L'armata – 2:53 (con Giuseppe Genna)
2. La macchina motivazionale – 2:20
3. Cuscini – 2:53
4. Rimarra – 2:28
5. Atalanta – 2:07
6. Lunanimità – 1:03
7. Il postino – 2:42 (testo e musica di Calcutta)
8. Sulle labbra – 3:16 (con Mina Suzuki)
9. Il codice – 3:33